# Un bon petit diable (film, 1914)
Pour les articles homonymes, voir Un bon petit diable (homonymie).
Pour plus de détails, voir Fiche technique et Distribution.
Un bon petit diable (titre original : A Good Little Devil) est un film muet américain réalisé par Edwin S. Porter et J. Searle Dawley (non crédité), sorti en 1914.

## Synopsis
Charles MacLance, un jeune garçon espiègle qui vit avec sa cruelle tante Mme MacMiche, trouve son bonheur dans le monde des fées qu'il a créé pour Juliet, une jeune fille aveugle. Lorsque son grand-père, un aristocrate, décède, Charles est envoyé dans une école pour le préparer à sa future vie de lord. En grandissant, il oublie Juliet et ses amis du monde de la fantaisie et se fiance à une jeune femme de la société à la mode, mais son âme le pousse à rejoindre les bonnes fées.

Pendant ce temps, Mme MacMiche en est venue à croire aux contes de fées, et elle demande à Charles de revenir vivre chez elle. Réticent au départ, Charles se remémore bientôt les bons souvenirs du passé. Juliet, qui a retrouvé la vue, l'aide dans ce changement d'attitude et il lui demande de l'épouser.

À la fin, le couple vit heureux avec Mme MacMiche dans un monde fantastique.

## Fiche technique
- Titre original : A Good Little Devil
- Titre français : Un bon petit diable
- Réalisation : Edwin S. Porter et J. Searle Dawley (non crédité)
- Scénario d'après la pièce de théâtre de Rosemonde Gerard et Maurice Rostand, d'après le roman de la comtesse de Ségur, adaptée par Austin Strong, produite par David Belasco à Broadway en 1913
- Photographie : Edwin S. Porter
- Production : David Belasco
- Société de production : Famous Players Film Company
- Société de distribution : Famous Players Film Company
- Pays d'origine :  États-Unis
- Langue originale : anglais
- Format : Noir et blanc - 35 mm - 1,37:1 - Film muet
- Genre : Comédie dramatique
- Date de sortie :  États-Unis : 10 juillet 1913 (première à la 3e convention nationale de la "Moving Picture Exhibitors’ League") ; sortie nationale le 1er mars 1914

## Distribution
- Mary Pickford : Juliet
- Ernest Truex : Charles MacLance
- William Norris : Mme MacMiche
- Iva Merlin : Betsy
- Arthur Hill : Rab, le chien
- Edward Connelly : Old Nick Senior
- David Belasco : Lui-même